# Andreas Troelsen
Andreas Troelsen (* 31. August 2003 in Skjern) ist ein dänischer Fußballspieler.

## Vereinskarriere
Andreas Troelsen spielte in Skjern bei Skjern GF, bevor er in die Jugendabteilung von Esbjerg fB wechselte. Im Alter von 18 Jahren gab er am 19. November 2021 bei der 0:3-Niederlage im Auswärtsspiel bei HB Køge sein Debüt als Profi in der 1. Division (zweithöchste Spielklasse). Im Laufe der Saison spielte Troelsen parallel sowohl in der A-Jugend (U19) als auch in der Reservemannschaft, in der Abstiegsrunde kam er häufiger für die erste Mannschaft zum Einsatz.

### Nationalmannschaft
Am 11. Mai 2022 spielte Andreas Troelsen beim 1:0-Sieg im Freundschaftsspiel in Hobro gegen Deutschland erstmals für die U19-Junioren der Dänen.